# Frank Ankersmit
Franklin Rudolf (Frank) Ankersmit (Diepenveen, 20 maart 1945) is een Nederlands historicus en filosoof.

## Leven en werk
Ankersmit, telg van de textielfabrikanten-familie Ankersmit, studeerde aanvankelijk wiskunde en natuurkunde in Leiden. Na drie jaar stopte hij hiermee, waarna hij in militaire dienst moest. Vervolgens studeerde hij geschiedenis en filosofie aan de Rijksuniversiteit Groningen. In 1981 promoveerde hij daar op het proefschrift Narrative logic: a semantic analysis of the historian's language, een geschiedfilosofische studie over het narratieve element in de geschiedschrijving.
In 1986 werd hij benoemd tot lid van de Koninklijke Nederlandse Akademie van Wetenschappen. Hij is oprichter en was hoofdredacteur van het tijdschrift Journal of the Philosophy of History, dat een strikt filosofische benadering van de reflectie op de geschiedschrijving bevordert.
In 1992 volgde zijn benoeming tot hoogleraar intellectuele en theoretische geschiedenis aan de Rijksuniversiteit Groningen. Tot zijn voornaamste interessegebieden behoren, naast de geschiedfilosofie, de politieke filosofie, de esthetica en de historische sensatie. Het begrip representatie staat centraal in zijn werk dat zich concentreert op de historische, de politieke en de esthetische representatie. Hij schreef vijftien boeken (met anderen uitgegeven boeken niet meegeteld) die veelal vertaald werden in het Engels, Duits, Spaans, Portugees, Indonesisch, Hongaars, Pools, Tsjechisch, Russisch en Chinees. Daarnaast schreef hij meer dan tweehonderdvijftig wetenschappelijke artikelen en is hij lid van de editorial board van verschillende internationale tijdschriften op zijn vakgebied. Met zijn boek over de historische ervaring won hij de Socrates-wisselbeker 2008. In april 2009 gaf hij zijn laatste hoorcolleges aan de Rijksuniversiteit Groningen. In datzelfde jaar werd hij benoemd tot Officier in de Orde van Oranje Nassau. In 2011 werd hem het eredoctoraat in de Letteren van de Universiteit Gent aangeboden en in datzelfde jaar werd hij benoemd tot lid van de Academia Europaea.
In de jaren tachtig ontwikkelde hij een narrativistische geschiedfilosofie. Daarin worden samenhang en orde in het verleden het resultaat van het 'verhaal' van de historicus genoemd. In de jaren negentig werkte hij deze gedachte uit tot een filosofie van de historische representatie. De historicus 'vertaalt' volgens deze filosofie geen in het verleden zelf gelegen betekenis, maar schept betekenis in een voorstelling die gezien kan worden als vervanging van een per definitie afwezige, voorbije, werkelijkheid. Omdat het woord ‘verhaal’ ongewenste associaties oproept met de roman, verving Ankersmit dat woord al snel door het veel adequatere woord ‘representatie’. Hier verschilt Ankersmits geschiedfilosofie wezenlijk van die van Hayden White. Ankersmit analyseerde het begrip representatie met een beroep op Leibniz’s logica en metafysica. Bij geen van de grootste filosofen uit de geschiedenis van het Westerse denken staat het begrip representatie zo centraal als bij Leibniz. In zijn latere werk concentreert Ankersmit zich vooral op de historische rationaliteit: d.w.z. de vraag op wat voor rationele gronden historici de ene representatie van het verleden prefereren boven anderen. Ook hier is Leibniz zijn gids.
Ankersmit geldt als een van de belangrijkste voorvechters van het postmodernisme in de geschiedwetenschap. Zo werd zijn proefschrift door de Engelse historicus Richard J. Evans in diens In defense of history (1997; 2000²) omschreven als "[t]he best starting point" om inzicht in postmoderne geschiedopvattingen te krijgen. Evans' oordeel over Ankersmits opvattingen is overigens kritisch en hij pleit voor een meer traditionele benadering waarbij de relatie tussen het geschiedverhaal en wat er werkelijk gebeurd is, meer aandacht krijgt. Meer recentelijk onderzoek naar Ankersmits geschiedfilosofie pleit voor een genuanceerder beeld. Zijn werk toont overeenkomsten met dat van postmodernisten als Hayden White, maar laat ook invloeden zien van de historistische traditie van de Groningse historicus Ernst Kossmann en de 19e-eeuwse historicus Friedrich Meinecke.
Zijn werk kan gezien worden als een poging tegenwicht te bieden aan de invloed van de sociale- en natuurwetenschappen in de geschiedwetenschap en als een poging aspecten van het historisme te vertalen naar twintigste-eeuwse categorieën.

## Politiek
Ankersmit was lid van de VVD en hij was een van de auteurs van een manifest dat deze partij in 2005 presenteerde. In 2009 zegde hij zijn lidmaatschap op, omdat de partij zijns inziens eerder neoliberaal dan liberaal zou zijn. Het neoliberalisme ziet hij als een terugkeer naar het feodalisme: beide willen publieke bevoegdheden en verantwoordelijkheden in (semi-)private handen leggen. Ankersmit was lid van de Nationale Conventie, een door de toenmalige minister Alexander Pechtold in 2006 ingestelde adviescommissie over de versterking van de democratie. In later jaren wees hij er op dat de representatieve democratie in feite een electieve aristocratie is en dat die gebaseerd is op de middeleeuwse standenvertegenwoordiging en het soevereiniteitsbegrip van de absolute monarchie. In 2012 was hij lijstduwer voor Liberaal Democratische Partij. In 2016 was Ankersmit kort lid van de Raad van Advies van de rechtse politieke partij Forum voor Democratie, waarvoor hij bij de Tweede Kamerverkiezingen 2017 ook lijstduwer was. Volgens Ankersmit kwam de raad in kwestie nooit bijeen, aanleiding voor hem om zijn betrokkenheid bij FVD te beëindigen.

## Werken
- Narrative logic. A semantic analysis of the historian's language, Den Haag, Nijhoff, 1983 (proefschrift Groningen)
- Denken over geschiedenis. Een overzicht van moderne geschiedfilosofische opvattingen, Groningen, Wolters/Noordhoff, 1983, 1986
- De navel van de geschiedenis. Over interpretatie, representatie en historische realiteit, Groningen, Historische Uitgeverij Groningen, 1990
- De historische ervaring, Groningen, Historische Uitgeverij Groningen, 1993
- History and tropology. The rise and fall of metaphor, Berkeley, Univ. of California Press, 1994
- De spiegel van het verleden. Exploraties I: geschiedtheorie, Kampen, Kok Agora, 1996
- De macht van representatie. Exploraties II: cultuurfilosofie en esthetica, Kampen, Kok Agora, 1996
- Macht door representatie. Exploraties III: politieke filosofie, Kampen, Kok Agora, 1997
- Aesthetic politics. Political philosophy beyond fact and value, Stanford, Stanford/Cambridge UP, 1997
- The reality effect in the writing of history: the dynamics of historiographical topology, Amsterdam, Noordhollandsche, 1990
- Historical Representation, Stanford, Stanford/Cambridge, 2001
- Political Representation, Stanford, Stanford/Cambridge, 2001
- Leibniz en het netwerk. Fragmentatie, eenheid en politieke ideologie, in: 'Krisis. Tijdschrift voor actuele filosofie', 2002, 2 link
- Sublime Historical experience, Stanford/Cambridge, 2005
- De sublieme historische ervaring, Groningen, Historische Uitgeverij, 2007
- De tien plagen van de staat, samen met Leo Klinkers, Van Gennep, 2008
- De representatieve democratie is een electieve aristocratie, Groningen, 2010 (afscheidscollege Rijksuniversiteit Groningen, 12 april 2010)
- Meaning, Truth and Reference in Historical Representation, Ithaca/Londen, Cornell UP, 2012
- Vom Mittelalter zur Demokratie und wieder zurück, P. Diehl, F. Steilen Hrsgb., in: 'Politische Repräsentation und das Symbolische', Wiesbaden, Springer, 2016

- Bibsys: 90244533
- Bibliothèque nationale de France: cb12022082h (data)
- Catàleg d'autoritats de noms i títols de Catalunya: 981058571059706706
- CiNii: DA01612669
- Digitale Bibliotheek voor de Nederlandse Letteren: anke002
- Gemeinsame Normdatei: 120966522
- International Standard Name Identifier: 0000 0000 8167 6002
- Library of Congress Control Number: n82130199
- Nationale Bibliotheek van Letland: 000046614
- NARCIS: PRS1237184
- Nationale Bibliotheek van Tsjechië: vse2010595045
- Nationale bibliotheek van Australië: 36545008
- Nationale Bibliotheek van Israël: 987007432129705171
- Nederlandse Thesaurus van Auteursnamen: 069236437
- SNAC: w6c08m6d
- Système universitaire de documentation: 028372255
- Trove: 1283857
- Virtual International Authority File: 94827761
- WorldCat: E39PBJtRHQ3vm6YjxpfgRPHpyd